# Telemia
Telemia è una rete televisiva italiana a carattere regionale che trasmette alla LCN 13.

## Storia
Telemia nacque nel 1996 a Roccella Ionica per iniziativa di Giuseppe Mazzaferro. Uno dei suoi primi programmi ad andare in onda fu il notiziario regionale, che inizialmente consisteva esclusivamente in servizi video, senza conduttori. Nel 1997 il telegiornale assunse la sua forma definitiva con i conduttori in studio e prese il nome di TG News.
Nel gennaio del 2000 l'editore  acquistò un'emittente della Piana di Gioia Tauro, permettendo al canale di guadagnare l'appellativo de "la tv dei due mari".
Altri dei primi programmi autoprodotti furono la rubrica sportiva Tutti in campo, il programma di approfondimento Fatti e Misfatti, la rubrica culturale Vivi città, sulla storia dei comuni calabresi, e Lineaperta, programma di. attualità.
Dal 2012, grazie al passaggio al digitale terrestre, Telemia espande la propria copertura a tutto il territorio regionale.

### Sedi

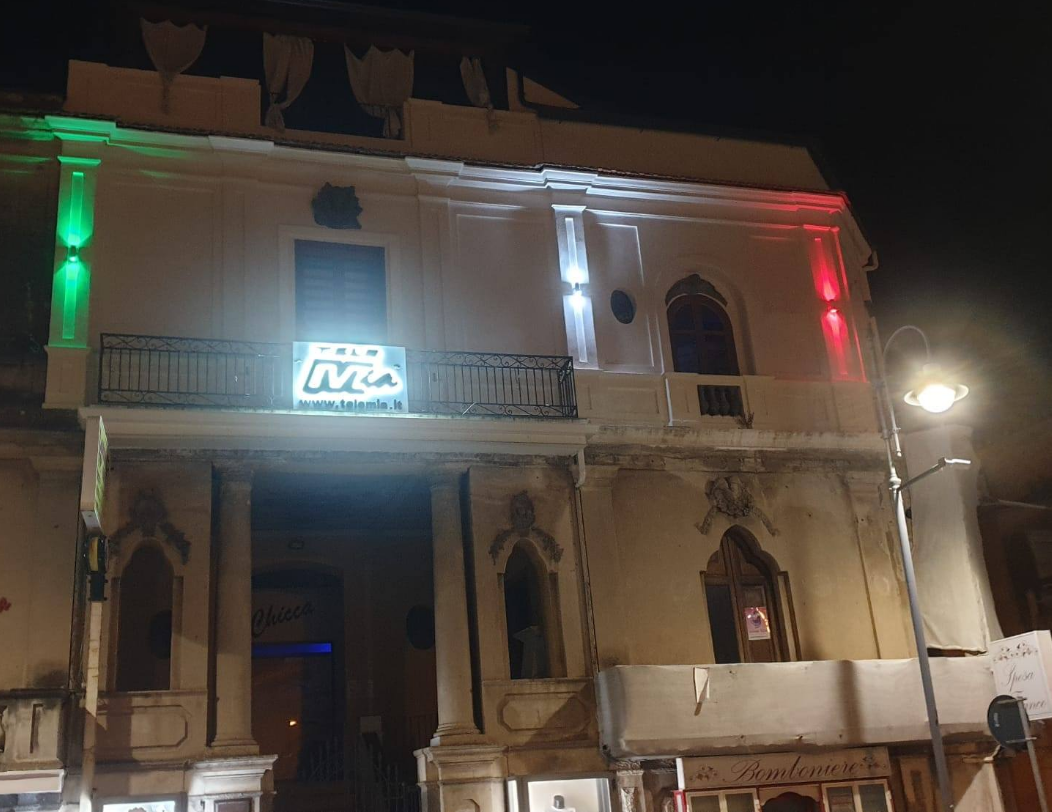
Sede Telemia (Roccella Ionica)

La rete dispone di più sedi. La sede centrale si trova a Roccella Ionica (RC), in via Nuova Roma; la seconda sede è a Cosenza; la terza a Soverato, e la quarta a Taurianova.
In quella principale sono ospitati i tre super PlayOut di regia dei canali Telemia, TelemiaExtra e Telemia +4, oltre a tutti gli studi di registrazione e trasmissione di Telemia.

### Eventi
Ogni anno l'emittente organizza la "Notte bianca" nel comune di Roccella Ionica. Il 14 agosto viene allestito un palco sul lungomare Sisinio Zito dove, a partire dalle ore 21:00 e fino alle ore 03:00, si esibiscono artisti di vario genere. Si tratta di una ricorrenza molto seguita anche dal vivo e online, una delle più gettonate dell'estate nel comune di Roccella Ionica.

### TelemiaPlay
Da poco l'emittente ha rilasciato una nuova App e piattaforma web, chiamata TelemiaPlay. Sul sito è possibile rivedere tutti i programmi già andati in onda, le dirette televisive, ascoltare la Web radio dell'emittente, e tenersi sempre aggiornati con le ultime notizie del territorio regionale Calabrese.

### Cambio LCN
A partire dal giorno 24 aprile 2024 Telemia, tramite autorizzazione del MISE, inizia a trasmettere alla LCN 13 (precedentemente Calabria TV), cessando le proprie trasmissioni alla LCN 76 (ceduta a Calabria TV).
A partire dal 1 giugno 2024 Telemia, tramite una sospensiva del MISE, ritorna a trasmettere sulla sua originaria LCN 76 (precedentemente e temporaneamente Calabria TV), cessando le proprie trasmissioni alla LCN 13 (ceduta nuovamente a Calabria TV)

## Programmi
- Al voto al voto, informazione politica
- Calabria sud, rubrica di informazione
- 60 News, notiziario
- TG News, notiziario
- Meteo regionale
- TG settimana, programma di informazione di approfondimento
- Rassegna stampa, informazione
- Radici, programma di cultura
- Talent sciò, intrattenimento
- Vox populi, intrattenimento
- Tutti in campo, programma sportivo
- Domenica in campo, programma sportivo
- La domenica del borgo, intrattenimento
- Stessa spiaggia stesso mare, intrattenimento
- Lineaperta, rubrica di informazione